# L'Ombre (film, 1971)
Pour les articles homonymes, voir L'Ombre.
Pour plus de détails, voir Fiche technique et Distribution.
L'Ombre (Тень) est un film soviétique réalisé par Nadejda Kocheverova, sorti en 1971,.

## Synopsis
Interprétation d'un conte éponime de Hans Christian Andersen.

## Fiche technique
- Photographie : Konstantin Ryjov
- Musique : Andreï Echpaï
- Décors : Valeri Dorrer, Vladimir Kostin
- Montage : Valentina Mironova